# Pionites
Pionites là một chi chim trong họ Psittacidae.

## Các loài
- Pionites leucogaster
- Pionites melanocephalus
- Pionites xanthomerius
- Pionites xanthurus